# オートゾーン・パーク
オートゾーン・パーク（Autozone Park）は、アメリカのテネシー州メンフィスにある野球場。セントルイス・カージナルス傘下AAAメンフィス・レッドバーズの本拠地である。命名権は地元に本拠を置く、自動車用品店チェーンのオートゾーンが取得している。
スイートルームを完備した3層のグランドスタンドや「マイナーリーグの球場で最も大きい」スコアボードなどを備えており、その豪華さはマイナーの中では群を抜いている。その一方で左翼スタンドには、寝そべって試合を観戦することも可能な芝生席がある。

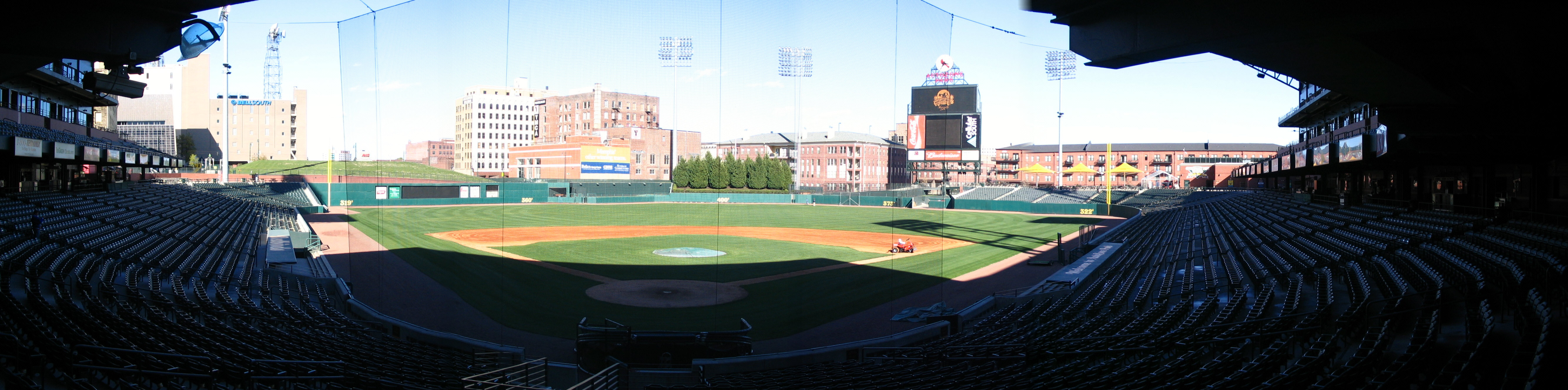
オートゾーン・パーク

## 歴史
1998年に8050万ドルでテネシー州メンフィスに建設。
2009年にはベースボール・アメリカの「Minor League Ballpark of the Year」に選ばれた。
2014年3月28日にメンフィス市が球場を買収した。